# Sonic Runners
Sonic Runners fue un videojuego plataformero corredor sin fin de desplazamiento lateral publicado en 2015 de la franquicia de Sonic the Hedgehog para Android e iOS. Fue desarrollado por Sonic Team como su primer juego de Sonic exclusivo para teléfonos inteligentes y publicado por Sega. En Sonic Runners, el personaje del jugador corría constantemente hacia adelante y los jugadores controlan sus saltos usando la pantalla. El juego presentaba una amplia variedad de personajes jugables de la serie Sonic, era gratuito y recibía actualizaciones periódicas. 
El desarrollo comenzó a finales de 2013 y duró un año y medio. Sonic Team buscó aprovechar los usos de los teléfonos inteligentes y creó el juego utilizando el motor de juego Unity. Diseñaron Sonic Runners para tener más rejugabilidad que otros juegos de carrera sin fin. El juego se lanzó en regiones seleccionadas el 25 de febrero de 2015 y se lanzó oficialmente en todo el mundo el 25 de junio. Fracasó comercialmente y recibió críticas mixtas; aunque los críticos elogiaron su juego, no les gustó la cantidad de anuncios emergentes y elementos de pago para jugar. Sega suspendió el juego en julio de 2016. Gameloft lanzó una secuela, Sonic Runners Adventure, en 2017.

## Gameplay
Sonic Runners era un videojuego gratuito de desplazamiento lateral en la que el personaje del jugador estaba corriendo constantemente hacia adelante. Para evitar obstáculos y derrotar a los enemigos, el personaje salta cuando el jugador toca la pantalla táctil. El juego presentaba una gran variedad de personajes jugables del elenco de la franquicia de Sonic con habilidades únicas, como Sonic the Hedgehog, Miles "Tails" Prower y Knuckles the Echidna. El jugador comenzó como Sonic y desbloquearía más personajes a medida que avanzaban. Sonic Runners recibió actualizaciones periódicas, que a menudo incluían nuevos personajes. Por ejemplo, Classic Sonic de Sonic Generations se agregó el 26 de junio de 2015 para celebrar el 24 aniversario del Sonic the Hedgehog original.
El objetivo era obtener puntajes altos corriendo el mayor tiempo posible. Mientras corría, el jugador corre a través de loopings y salta en cañones, trampolines y plataformas. Se recogen potenciadores como de invencibilidad, briznas, anillos y cristales. Wisps le otorgó al jugador poderes temporales, los anillos lo protegieron de ser golpeado por enemigos u obstáculos, y los cristales aumentaron su puntaje. Cuando el jugador pasó un punto de control, los anillos se depositaron y se agregaron a su puntaje general. El jugador ocasionalmente participaría en peleas de jefes con el Doctor Eggman, quien soltaría objetos para detenerlos. Después de que Eggman fuera derrotado, la dificultad aumentaría.  El juego terminó cuando el jugador fue golpeado sin ningún anillo o cayó en un pozo sin fondo. Al subir de nivel, el jugador podría mejorar su rendimiento durante una carrera. También podrían equipar a un compañero que los ayudaría aumentando sus estadísticas, como Chao .
La historia siguió un formato episódico y sirvió principalmente como un tutorial que proporcionaba información sobre cómo jugar el juego. Los jugadores progresaron a través del modo de historia principal del juego recogiendo suficientes puntos para progresar a lo largo del mapa mundial. Cada sección dio una recompensa, como anillos de bonificación, o misiones especiales desbloqueadas, como peleas de jefes.  La historia fue contada a través de escenas basadas en texto, aunque los jugadores podrían omitirlas. Sonic Runners presentó dos tipos de moneda en el juego: anillos rojos y anillos regulares. Los anillos rojos se usaron para reanudar el juego después de morir y se podían ganar u obtener a través de compras en la aplicación . Los anillos se pueden usar para comprar artículos de un solo uso o potenciadores para una carrera, o aumentar la efectividad de ciertos artículos. Todos los días que los jugadores se registraban, podían girar una ruleta para ganar premios como compañeros. Aterrizar en espacios marcados como "grande" o "súper" mejoraría la rueda para incluir mejores premios.  Los jugadores también pueden comprar giros.

## Desarrollo
El desarrollador de la serie Sonic desde hace mucho tiempo, Sonic Team, creó Sonic Runners para Android e iOS . El juego fue el primer juego de Sonic del Sonic Team exclusiva a los teléfonos inteligentes .  Fue desarrollado en el transcurso de un año y medio utilizando el motor de juego Unity . El veterano de la serie Takashi Iizuka, que diseñó Sonic the Hedgehog 3, Sonic & Knuckles y Nights into Dreams, y dirigió Sonic Adventure y Sonic Adventure 2, sirvió como productor. La existencia del juego salió a la luz en julio de 2014 después de que el editor Sega registrara el nombre de dominio sonicrunners.com . Iizuka confirmó que el juego era real en la convención Joypolis de Tokio el 28 de diciembre de 2014 y anunció que se lanzaría en 2015. Un adelanto y más detalles fueron revelados a principios de febrero de 2015. Sega Soft lanzó Sonic Runners en Canadá y Japón el 26 de febrero de 2015 con fines de prueba y lanzó la versión final en todo el mundo el 25 de junio de 2015.
El juego fue concebido después del lanzamiento de Sonic the Hedgehog 4 . Si bien Sonic 4 fue lanzado para teléfonos inteligentes, había sido diseñado para consolas domésticas . Sonic Team quería aprovechar las experiencias únicas y los usos de los teléfonos inteligentes provistos, y estaba particularmente interesado en agregar contenido regularmente para mantener a los usuarios interesados. El desarrollo comenzó a finales de 2013 con un equipo de diez personas, que se expandió a medida que avanzaba el juego.  Sonic Runners fue diseñado para ser fácil de aprender y parecerse a los juegos de Sega Genesis Sonic, con un enfoque en la acción y el salto.   También fue diseñado para tener valor de repetición, con su modo historia, varias misiones, caminos alternativos en niveles y potenciadores, que Sonic Team sintió que era algo de lo que carecían los juegos de carrera más interminables.   Originalmente, Chao fue el único personaje que ayudó al jugador, pero Sonic Team decidió agregar personajes como Chip de Sonic Unleashed porque querían sorprender a los jugadores. Uno de los mayores desafíos que enfrentó Sonic Team durante el desarrollo fue asegurarse de que la calidad visual fuera consistente en todas las plataformas.
El director veterano de sonido de Sonic, Tomoya Ohtani, compuso la banda sonora de Sonic Runners,  que consta de temas de juegos pasados junto con material nuevo. Ohtani hizo la música usando los mismos métodos que usó para marcar juegos anteriores de Sonic . Los instrumentos que usó fueron batería, bajo, guitarra y piano, e hizo la música "al enfocarse en crear un sonido de banda pegadizo".  Ohtani dijo que componer la banda sonora fue divertido porque le recordó su primer trabajo en bandas. Una banda sonora de dos volúmenes, Sonic Runners Original Soundtrack, se lanzó digitalmente a través de iTunes . El primer volumen se lanzó el 24 de junio de 2015 y el segundo volumen se lanzó el 25 de diciembre de 2015. Las pistas del juego también se pueden comprar individualmente.  

## Recepción
Cuando se anunció Sonic Runners, Nintendo Life desaprobó que no se lanzaría en Wii U. Destructoid opinó que si bien "es difícil imaginar que los fanáticos de Sonic se entusiasmen demasiado con los Runners ", su futuro auguró mucho después de la crítica de Sonic Boom: Rise of Lyric y Sonic Boom: Shattered Crystal . Al revisar la versión de lanzamiento suave, Hardcore Gamer creyó que era el mejor juego de Sonic en años. Aunque criticaron la cantidad excesiva de anuncios emergentes del juego, sintieron que estaba enfocado, estimulante y corrigieron muchos problemas presentes en juegos anteriores, y lo describieron como "todo lo que Sonic debería ser". TouchArcade elogió su jugabilidad y presentación, pero criticó sus funciones en línea y escribió que "fácilmente podrían ver que se saliera de los rieles".
La versión final recibió "revisiones mixtas o promedio", según el agregador de revisiones Metacritic . En general, los revisores creían que el juego central era agradable.    TouchArcade lo consideró mejor que Sonic Dash y elogió su servicio y contenido para fanáticos . Destructoid y Jim Sterling sintieron que el juego estaba bien diseñado; Destructoid dijo que tenía profundidad y tuvo éxito como juego de plataformas y como juego de Sonic, y Sterling escribió que en términos de jugabilidad era mejor que la mayoría de los corredores interminables. Sin embargo, la cantidad de anuncios y elementos de pago para jugar del juego fueron muy criticados.    Sterling creía que eran intrusivos e hizo que el juego fuera demasiado complejo  y Destructoid dijo que eran "irrazonables" y "agotadores".  TouchArcade escribió que "cualquier truco de monetización gratuito que se te ocurra, Sonic Runners lo tiene".  También se criticaron problemas técnicos, como bloqueos y largos tiempos de carga.   
Aunque se descargó más de cinco millones de veces, Sonic Runners fue un fracaso comercial .  Una presentación que resalta los juegos con mejor desempeño de Sega designó a Sonic Runners como un "título demorado" porque solo generaba entre ¥ 30 y 50 millones por mes. Nintendo Life escribió que su fracaso era una prueba de que el reconocimiento de una marca no garantiza el éxito. También escribieron que el fracaso podría ser una advertencia para que compañías como Nintendo no enmascaren los problemas de un juego utilizando una marca reconocible.

## Descontinuación y legado
En mayo de 2016, Sega anunció que suspendería Sonic Runners . La venta de Red Rings finalizó el 27 de mayo de 2016 y los servidores se cerraron el 27 de julio de 2016. Debido a que requería una conexión en línea constante, el juego no se puede jugar, y Sega no ha indicado si lanzará una actualización para poder jugarlo sin conexión. En abril de 2017, Gameloft lanzó una página web de preguntas frecuentes que indicaba que se estaba desarrollando una secuela de Sonic Runners . Gameloft lanzó la secuela, Sonic Runners Adventure, para Android en Rusia y el Reino Unido en junio de 2017, y en todo el mundo para Android e iOS en diciembre de 2017. A diferencia del original, Sonic Runners Adventure se vende a un precio fijo.  